# Liotia fenestrata
Liotia fenestrata is een slakkensoort uit de familie van de Liotiidae. De wetenschappelijke naam van de soort is voor het eerst geldig gepubliceerd in 1864 door Carpenter.